# Плёховский сельсовет
Плёховский сельсовет — сельское поселение в Суджанском районе Курской области Российской Федерации.
Административный центр — село Плёхово.

## История
Статус и границы сельского поселения установлены Законом Курской области от 21 октября 2004 года № 48-ЗКО «О муниципальных образованиях Курской области».

## Население
| 2002 | 2010 | 2012 | 2013 | 2014 | 2015 | 2016 |
| ---- | ---- | ---- | ---- | ---- | ---- | ---- |
| 843  | ↘679 | ↘656 | ↘640 | ↗644 | ↗647 | ↘643 |
| 2017 | 2018 | 2019 | 2020 | 2021 |      |      |
| ↗648 | ↘635 | ↗641 | ↘627 | ↘581 |      |      |

## Состав сельского поселения
| № | Населённый пункт | Тип населённого пункта       | Население |
| - | ---------------- | ---------------------------- | --------- |
| 1 | Плехово          | село, административный центр | ↘581      |